# Petrorhagia
Petrorhagia es un pequeño género de plantas de flores de la familia Caryophyllaceae, nativo de la región del Mediterráneo.

## Descripción
Son pequeñas plantas herbáceas caducas o perennes. El género es llamado a menudo Tunica (sinónimo obsoleto). Tiene los tallos pequeños y las hojas estrechas y herbácea. Las flores son pequeñas en agrupaciones como las de los miembros del género Dianthus, son de color rosa, violeta o blanco.

## Taxonomía
El género fue descrito por (Ser.) Link y publicado en Handbuch zur Erkennung der nutzbarsten und am häufigsten vorkommenden Gewächse 2: 235. 1831.

## Especies aceptadas
A continuación se brinda un listado de las especies del género Petrorhagia aceptadas hasta octubre de 2013, ordenadas alfabéticamente. Para cada una se indica el nombre binomial seguido del autor, abreviado según las convenciones y usos.
- Petrorhagia alpina (Hablitz) P.W.Ball & Heywood
- Petrorhagia armerioides (Ser.) P.W.Ball & Heywood
- Petrorhagia candica P.W.Ball & Heywood
- Petrorhagia cretica (L.) P.W.Ball & Heywood
- Petrorhagia dianthoides (Sm.) P.W.Ball & Heywood
- Petrorhagia dubia (Raf.) G.López & Romo
- Petrorhagia fasciculata (Margot & Reut.) P.W.Ball & Heywood
- Petrorhagia glumacea (Bory & Chaub.) P.W.Ball & Heywood
- Petrorhagia graminea (Sm.) P.W.Ball & Heywood
- Petrorhagia grandiflora Iatroú
- Petrorhagia illyrica (Ard.) P.W.Ball & Heywood
- Petrorhagia nanteuilii (Burnat) P.W.Ball & Heywood
- Petrorhagia obcordata (Margot & Reut.) Greuter & Burdet
- Petrorhagia ochroleuca (Sm.) P.W.Ball & Heywood
- Petrorhagia phthiotica (Boiss. & Heldr.) P.W.Ball & Heywood
- Petrorhagia thessala (Boiss.) P.W.Ball & Heywood

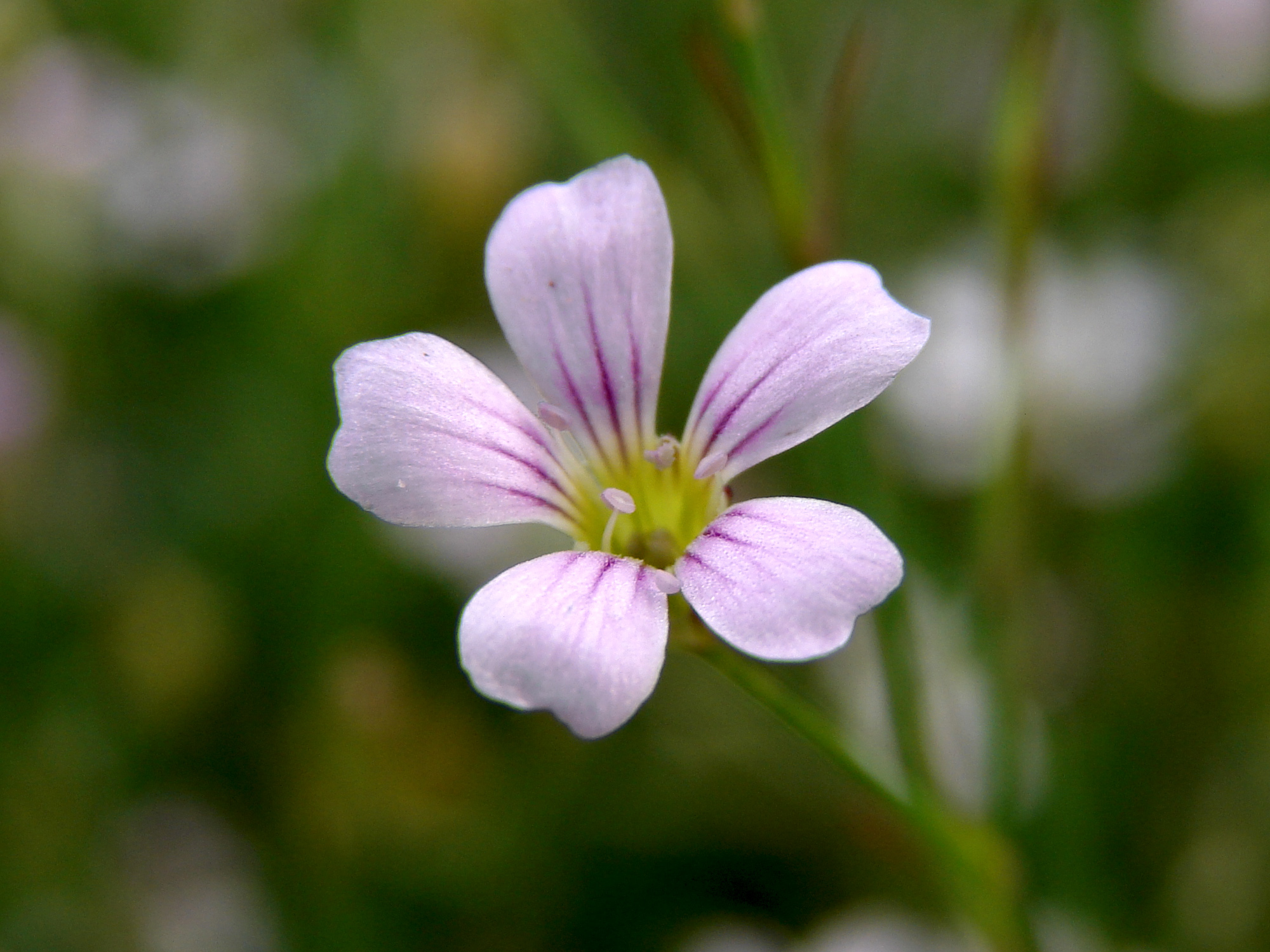
Petrorhagia saxifraga